# Knoten Linz
Het Knoten Linz is een snelwegknooppunt in de Oostenrijkse deelstaat Opper-Oostenrijk. Op dit knooppunt bij Linz sluit de A7 aan op de A1.

## Bouwvorm
Het knooppunt is een half-turbineknooppunt.